# 塚本長民
塚本 長民（つかもと ながたみ、天保3年（1832年）- 没年不明）は幕末の日向国延岡藩士。明治時代初期の延岡区長。諱は長民。通称は傳右衛門。藩士時代の石高150石。実弟は大島景保、甥は大島雅太郎。
延岡藩の用職、少参事などを勤め、西南戦争では延岡士族で鹿児島県宮崎支庁長である藁谷英孝の求めに応じて、大島味膳とともに西郷隆盛率いる西郷軍に呼応した党薩諸隊の一つである延岡隊を組織し、その頭取となる。

## 生涯
延岡において出生。幕末の延岡藩において郡奉行や用職などを勤め、明治維新後は藁谷英孝同様に少参事を勤める。延岡藩は廃藩置県により延岡県となり、美々津県を経て宮崎県となる。
明治9年（1876年）8月21日に宮崎県は鹿児島県と合併・統合、翌10年（1877年）には鹿児島県宮崎支庁長に旧延岡藩士の藁谷英孝が就任した。一方で旧鹿児島城下では私学校党による同年1月29日の弾薬掠奪事件、2月3日には中原尚雄らからの西郷暗殺に関する「自白書」がとられたことから西郷が兵を率いて上京する方向になる。
明治10年（1877年）2月8日に当時延岡区長であった長民は味膳とともに宮崎支庁長の藁谷より西郷暗殺疑惑の発覚と西郷の出兵の目的、延岡からの出兵催促の書面を受け取り、さらに翌日2月9日に大和田伝蔵を使いとして藁谷より、旧飫肥藩士で結成された飫肥隊と旧佐土原藩士が結成した佐土原隊の出発と再度の延岡からの出兵催促が伝えられる。
このため、長民らはかつての宮崎県庁舎である宮崎支庁舎に出向いて、宮崎支庁に届いていた鹿児島県令大山綱良の書面を確認する。その後、従軍を講いに鹿児島へ行った池内成賢らが聞き入れられず鹿児島から戻るといった紆余曲折があったものの、長民を頭取、弟で司法省十六等出仕であった大島景保を小隊長とする延岡隊を結成される。延岡隊は景保に率いられて2月23日に熊本県へ出兵する一方、長民は延岡隊の頭取として延岡城下に滞在し、募兵や軍資金募集、弾薬製造で延岡隊の後方支援に従事する。
3月下旬に延岡士族の中で西郷軍に対し協力的であった藁谷が方針を転換し、藁谷より味膳らに鹿児島城下に兵を率いた勅使が到着したことと政府軍へ降伏すべき旨が伝えられる。明治10年（1877年）5月には延岡隊は政府軍征討先鋒本部へ降伏帰順する方向となり、政府軍への帰順を願い出るために長民らは総代として鹿児島の政府軍征討先鋒本部へ赴こうとするが、鹿児島県での戦闘により鹿児島城下の政府軍征討先鋒本部に赴くことに失敗する。
加えて延岡城下が野村忍介率いる西郷軍奇兵隊の出張本営が置かれ、軍務所と改名した宮崎支庁にも西郷軍本営が置かれ、さらに西郷軍奇兵隊が大分県での進軍に失敗したものの、延岡方面の政府軍の進軍を阻止し続けたために、塚本ら延岡士族は西郷軍に引き続き協力することとなった。
西郷軍が延岡で敗北し和田越に後退した明治10年（1877年）8月14日、長民は味膳や池内成美、井上勝利ら5人で政府軍に降伏する。このほか、大島景保をはじめ延岡隊の主要人物は8月16日の西郷隆盛による解軍命令を待たずに8月14日までに軒並み降伏した。
西南戦争後、長民は懲役3年を命じられ、市谷監獄に収監される。